# Joseph Hume

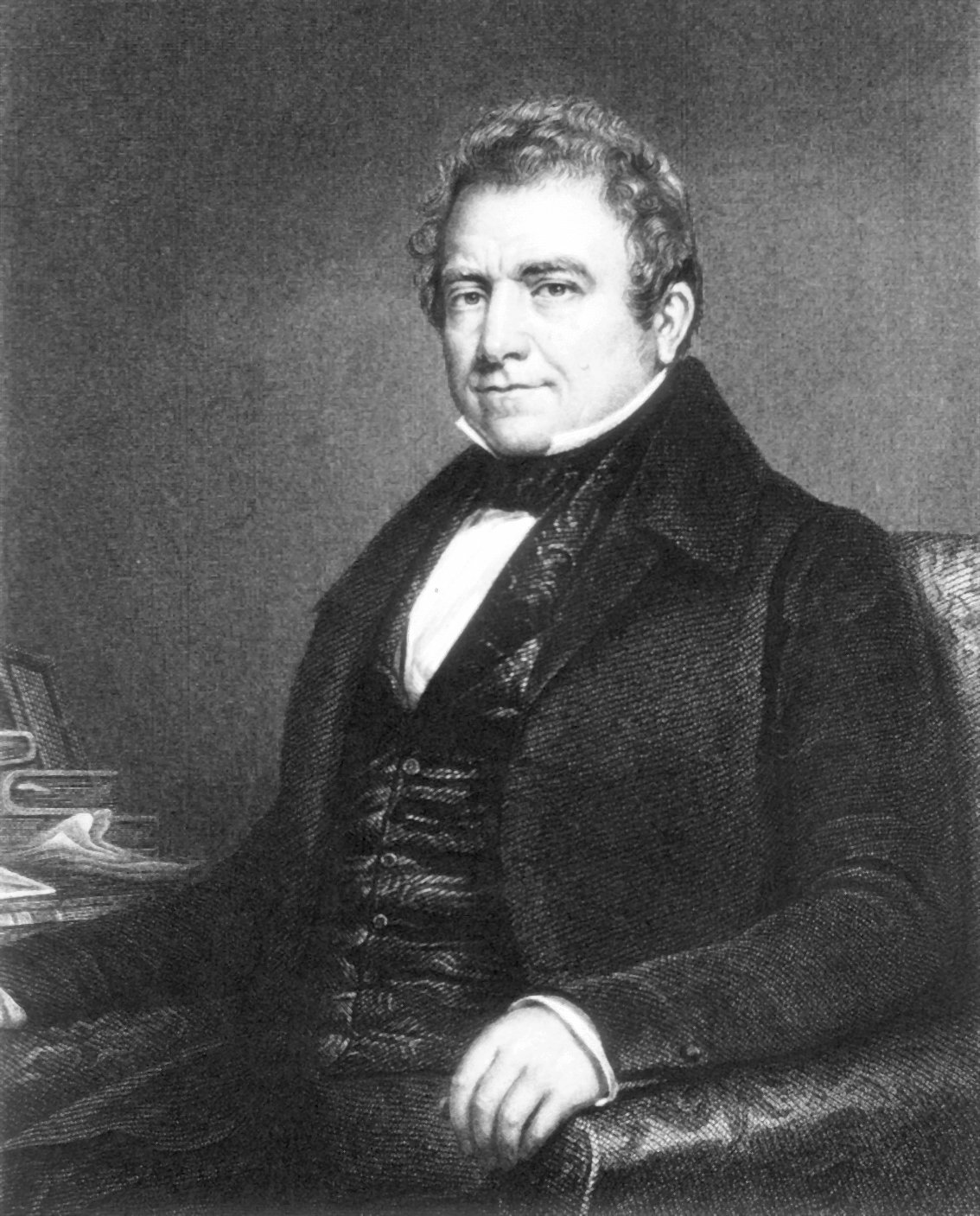
Joseph Hume

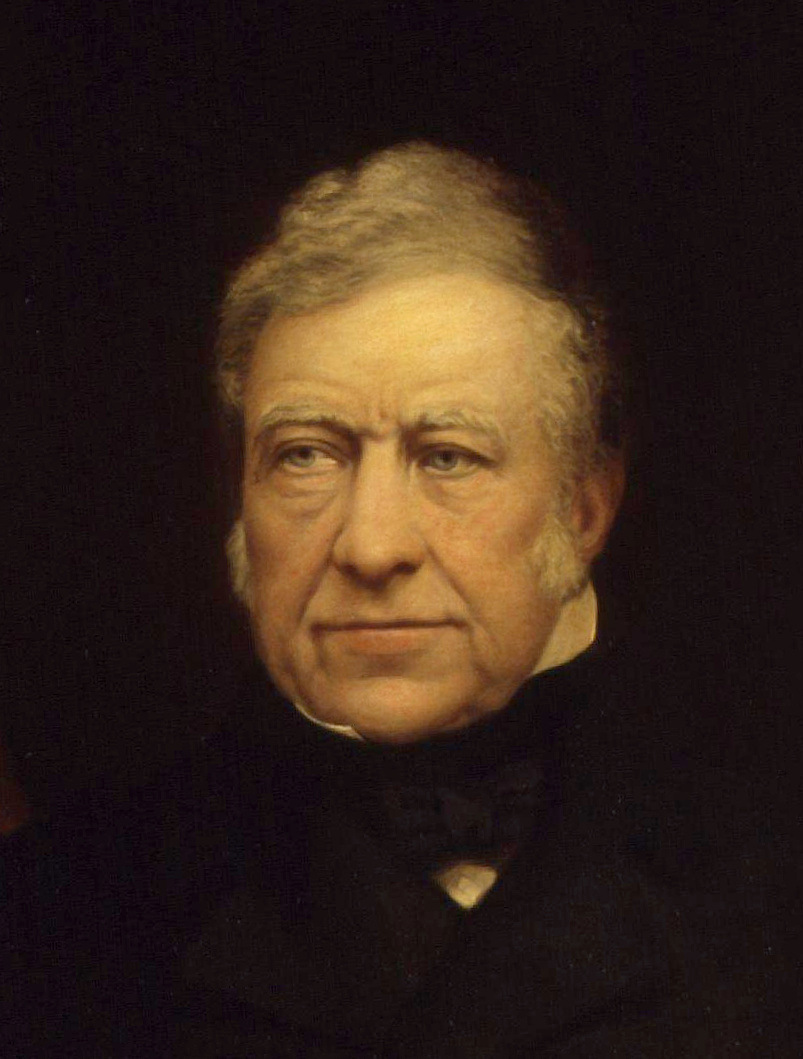
Joseph Hume, Detail aus einem von J. W. Walton 1854 erstellten Porträt.

Joseph Hume (* 22. Januar 1777 in Montrose, Schottland; † 20. Februar 1855 in Burnley Hall bei East Somerton, Norfolk, England) war ein britischer Arzt und Politiker.

## Leben und Werk
Hume, der aus einfachen Verhältnissen stammte (er war der jüngere Sohn eines Schiffskapitäns), absolvierte ein Medizinstudium an der Universität Edinburgh und ging 1797 nach Indien, wo er zunächst als Regimentsarzt tätig war. In der Folge machte er dort ein ansehnliches Vermögen und kehrte 1808 nach Großbritannien zurück.
1812 kaufte er einen Sitz im Unterhaus (für Weymouth) und schloss sich den Tories an, musste seine Mitgliedschaft jedoch nach einer Auflösung des Parlaments wieder aufgeben, da der Inhaber des Sitzes sich weigerte, ihn nochmals zu entsenden. Hume strengte einen Prozess an und erhielt einen Teil seines Geldes zurück.
Während einer sechsjährigen Zwischenzeit, in der er nicht dem Parlament angehörte, machte er die Bekanntschaft des Ökonomen James Mill und studierte dessen Lehren und die der philosophischen Reformer um Jeremy Bentham. Hume schloss sich den Bemühungen von Francis Place und anderen Philanthropen an, das Los der Arbeiterklasse zu verbessern, insbesondere durch Einrichtung von Lancasterschulen und Gründung von Sparkassen.
1815 heiratete er Catherine Elizabeth Burnley, die Tochter eines Direktors der Britischen Ostindien-Kompanie. Aus der Ehe gingen sechs Kinder hervor, darunter Allan Octavian Hume, der sich ebenso politisch betätigte.
1818 wurde er wieder in das Unterhaus entsandt, für die schottischen Border burghs. Später wurde er nacheinander als Abgeordneter für Middlesex (1830), Kilkenny (1837) und Montrose (1842) gewählt, letzteres blieb er bis zu seinem Tod.
Ab seinem Wiedereintritt wurde Hume zum selbsternannten Wächter der öffentlichen Gelder, der sämtliche Punkte des Staatshaushalts in Frage stellte und einzeln zur Abstimmung vor das Parlament brachte. 1820 erreichte er die Einrichtung eines Komitees, das die Kosten für die Steuereintreibung unter die Lupe nahm, und in dem er sehr aktiv war. Er machte sich einen Namen als „Wachhund“, der dem jeweiligen Chancellor of the Exchequer (Finanzminister) keine Ruhe ließ und jegliche Verschwendung unerbittlich anprangerte.
Außerdem bekämpfte er erfolgreich überkommene Innungsgesetze, die einfache Handwerker benachteiligten und Meister bevorzugten, und erreichte die Abschaffung von Gesetzen, die den Export von Maschinen verboten und Arbeiter daran hinderten, ins Ausland zu gehen.
Hume protestierte unablässig gegen die körperliche Züchtigung mit der neunschwänzigen Katze im britischen Militär, das Schanghaien von Seeleuten und die Schuldhaft.
Hume starb am 20. Februar 1855 daheim in Burnley Hall bei East Somerton, Norfolk, England. Er wurde im Kensal Green Cemetery in London bestattet.

## Ehrungen
Hume wurde 1818 als Mitglied („Fellow“) in die Royal Society aufgenommen.